# Sart-en-Fagne
Pour les articles homonymes, voir Sart et Fagne.
Sart-en-Fagne (en wallon Li Sårt-è-Fagne) est une section de la ville belge de Philippeville située en Wallonie dans la province de Namur. Surnom des habitants : les "Lapins".
C'était une commune à part entière avant la fusion des communes de 1977.

## Géographie
La commune est bornée au nord par Merlemont, à l’est par Surice, au sud par Romerée et Matagne-la-Petite et à l’ouest par Villers-le-Gambon.

## Évolution démographique
- Source: DGS, 1831 à 1970=recensements population, 1976= habitants au 31 décembre

## Histoire
En 1180, le village est mentionné dans une bulle du pape Alexandre III sous le nom de Sart-Sainte-Marie (Sarto sanctae Mariae); en effet, une partie du village a été concédée à l’abbaye de Florennes par Wiscende, épouse de Bernard de Roliers (Roly). En 1233, Yolande, veuve du seigneur de Hierges, donne à l’abbaye de Leffe la dîme et le patronat de l’église. Cette double appartenance va susciter des contestations qui ne finiront qu’en 1539 par un accord entre les deux institutions religieuses.
Au XVIe siècle, la seigneurie appartient à une branche des Glymes puis par achat, à un doyen du concile, ou doyenné, de Florennes. Au siècle suivant, elle est la propriété des Roly et enfin au XVIIIe siècle, des Groesbeeck.
Village agricole entouré de bois.
Situation en 1830 — La population s’élève à 155 habitants répartis dans 38 maisons. On compte 9 chevaux, 2 poulains, 60, bovins, 27 veaux et 3 porcs. Exploitation des bois, un moulin à farine et un moulin à drèche (résidu de l’orge), une brasserie.
Le monument aux Français — Le 15 mai 1940, huit soldats du 13e Zouaves sont tués rue Notre-Dame, devant la 1re maison en venant de Merlemont. Une stèle de pierre, fixée sur un mur en moellons et abritée par un auvent, rappelle leur souvenir.
La journée dramatique du 24 janvier 1944 — Ce jour-là, un combat aérien se déroule au-dessus de la région quand peu avant midi, un réservoir d’avion s’abat sur l’école proche de l’église, provoquant un incendie terrible qui coûte la vie aux neuf enfants présents ainsi qu’à leur jeune institutrice. En quelques minutes, le village perd toute sa jeunesse, c’est bien entendu le désespoir dans toutes les familles. Seuls, quatre enfants échappent à ce malheur, deux enfants accueillis dans leur famille dans un autre village, un bambin de cinq ans grippé et alité, et une petite fille absente ce jour-là…
Trois jours plus tard, l’enterrement des enfants sera présidé par Mgr Charue, évêque de Namur, au milieu d’une foule considérable venue de toute la région. Un monument sera élevé à côté de l’église et dans l’école, une dinanderie porte le nom des enfants disparus. L’église de 1875, fortement endommagée, sera restaurée en 1967 et accueillera un double vitrail à la mémoire des enfants et de leur maîtresse d’école, originaire de Gimnée.

## Patrimoine
- Eglise Notre-Dame reconstruite en 1966 à 1967 par l'architecte Bastin, qui remploie partiellement les murs de l'église de style néo-gothique de 1875 endommagée en 1944[4].
- Moulin de Sart-en-Fagne. Ancienne propriété des Groesbeek, seigneurs de Roly, au XVIIIe siècle et où a travaillé en 1750 et 1751 l'architecte Jean-Baptiste Chermann[5].

## Anecdote
Un miraculé à Surice en 1914 — Les 24 et 25 août, l’envahisseur allemand s’acharne sur ce village, y massacrent 69 personnes (dont la moitié de personnes de villages extérieurs, fuyant devant l’ennemi) et incendient 130 maisons. Par chance, Émile Prangey, de Sart-en-Fagne, qui devait être aussi fusillé, doit son salut à ce qu'il est reconnu par un officier allemand qui l'avait rencontré avant la guerre aux usines d'Aubrives (France).